# Újmárna
Újmárna (Marna Nouă), település Romániában, a Partiumban, Szatmár megyében.

## Fekvése
Szaniszló közelében, attól északkeletre fekvő település.

## Története
Újmárna, Fekete telep 1924-ben alakult ki, Kolozs megyéből érkezett móc telepesekből.
1930-ban önálló település, majd 1941-ben visszakerült Csomaközhöz. 1956-ban lett újból önálló település.
1930-ban 2110 lakosából 458 román, 1381 magyar, 243 német volt.
1977-ben 380 román lakosa volt, 2002-ben 355 román lakos élt a településen.

## Közlekedés
A települést érinti a Nagyvárad–Székelyhíd–Érmihályfalva–Nagykároly–Szatmárnémeti–Halmi–Királyháza-vasútvonal.

## Nevezetességek
- Ortodox temploma - 1974-ben épült, Szent Konstantin és Ilona tiszteletére szentelték fel.